# Resident Evil: The Darkside Chronicles
Resident Evil: The Darkside Chronicles, kendt som Biohazard: The Darkside Chronicles (バイオハザード / ダークサイド・クロニクルズ Baiohazādo / Dākusaido Kuronikuruzu) i Japan, er et on-rails shootinger udviklet af Cavia og Capcom, til Wii. Spillet finder hovedsageligt sted i Raccoon City, men andre områder vil også blive besøgt. Spillet beståre af 3 forskellige dele. Nemlig Operation Javier, som finder sted i Sydamerika, Memories of a Lost City, som fnder sted i Racoon City, og Game of Oblivion, der genfortæller Resident Evil Code: Veronica.

## Plot
Spillets plot vil tage fokus i de personlige historier og tragedier i serien. Dets hovedsagelige formål er, at genfortælle begivenhederne fra Resident Evil 2 og Resident Evil Code: Veronica, samt et nyt kapitel. I Resident Evil 2-segmentet tage spilleren kontrol over Leon S. Kennedy og Claire Redfield,, med Ada Wong og Sherry Birki som hjælpende karakterer. Code: Veronica-kapitlet omhandler Claire og hendes medfange på Rockfort Island, Steve Burnside. Albert Wesker er sat til at optræde i et flashback. Chris Redfield optræder også i løbet af spillet.
Udover genfortællingen, er der også inkluderet nye aspekter af seriens historie som vil blive udforsket, inklusiv et helt kapitel med en original historie. Det nye kapitel, med titlen "Operation Javier", foregår før begivenhederne i Resident Evil 4 og omhandler Leon S. Kennedy og Jack Krauser i den Sydamerikanske landsby Amparo, hvor de skal rede en ung pige ved navn Manuela.
Da spillets udvikling begyndte før produktionen af Degeneration, og på grund af de forskellige tidsrammer, udelukkede Kawata at der var forbindelse mellem CG-filmen og Resident Evil 5. I stedet antydede han, at der var mulighed for, at nye karakterer blev introduceret, og at der blev set nærmere på familiebåndet hos både Birkin og Ashford familien.

## Gameplay
Spillet er et såkaldt on-rails shooter, hvor spillerens muligheder for styring er begrænset til sigtekornet. Spillerens partner kan ses på skærmen gennem spillet, med mindre man spiller som co-op. Capcom har sagt at de ønsker oplevelsen af spillet til at være ny, og dermed ikke minde for meget om The Umbrella Chronicles. Spillet fokuserer på horror, og ændre automatisk sværhedsgrad i forhold til spillerens skill level. Denne titel bruger Havok spilmotoren.
Spillet tillader spillerne at kunne undvige angreb, hvilket gør The Darkside Chronicles anderledes end andre on-rails shooters. Desuden er det nemmere for spillere at lave "head shots". Kamerasystemet bliver brugt på en måde, der forsøger at skabe en følelse af action.